# Madsensåta
Madsensåta är en kulle i Antarktis. Den ligger i Östantarktis. Norge gör anspråk på området. Toppen på Madsensåta är 2 004 meter över havet, eller 872 meter över den omgivande terrängen. Bredden vid basen är 5,3 km.
Terrängen runt Madsensåta är kuperad söderut, men norrut är den platt. Trakten är obefolkad. Det finns inga samhällen i närheten. 